# Појана ку Четате (Јаши)
Појана ку Четате (рум. Poiana cu Cetate) насеље је у Румунији у округу Јаши у општини Граждури. Oпштина се налази на надморској висини од 341 m.

## Становништво
Према подацима из 2002. године у насељу је живело 214 становника, од којих су сви румунске националности.